# Tour d'Italie 1911
Le Tour d'Italie 1911 est la troisième édition de cette compétition. Il s'est tenu du 15 mai au 6 juin 1911, long de 3 530 km répartis en 12 étapes. Il a été remporté par Carlo Galetti à une allure moyenne de 26,216 km/h.
Sur les 86 coureurs partants, 24 rallièrent l'arrivée.
Le départ et l'arrivée de l'épreuve se firent dans la ville de Rome, pour fêter les 50e anniversaire de l'Unification italienne.

## Équipes participantes
- Bianchi
- Gerbi
- Fiat
- La Française-Diamant
- Legnano
- Senior-Polack
- Indépendant

## Classement général
| Classement général final |                               |
| --- | ----------------------------- |
| \| 1. Carlo Galetti \| 132 h 24 min 00 s - 50 points \| \| 2. Giovanni Rossignoli \| 58 points \| \| 3. Giovanni Gerbi \| 84 points \| \| 4. Giuseppe Santhià \| 86 points \| \| 5. Ezio Corlaita \| 89 points \| \| 6. Dario Beni \| 93 points \| \| 7. Alfredo Sivocci \| 95 points \| \| 8. Eberardo Pavesi \| 96 points \| \| 9. Giuseppe Contesini \| 111 points \| \| 10. Gino Brizzi \| 112 points \| |                               |
| 1. Carlo Galetti | 132 h 24 min 00 s - 50 points |
| 2. Giovanni Rossignoli | 58 points                     |
| 3. Giovanni Gerbi | 84 points                     |
| 4. Giuseppe Santhià | 86 points                     |
| 5. Ezio Corlaita | 89 points                     |
| 6. Dario Beni | 93 points                     |
| 7. Alfredo Sivocci | 95 points                     |
| 8. Eberardo Pavesi | 96 points                     |
| 9. Giuseppe Contesini | 111 points                    |
| 10. Gino Brizzi | 112 points                    |

## Étapes
| Étape     | Date   | Villes étapes     | km  | Vainqueur d'étape   | Leader du classement général |
| 1re étape | 15 mai | Rome – Florence   | 394 | Carlo Galetti       | Carlo Galetti                |
| 2e étape  | 17 mai | Florence - Gênes  | 261 | Vincenzo Borgarello | Giovanni Rossignoli          |
| 3e étape  | 19 mai | Gênes - Oneille   | 274 | Giovanni Rossignoli | Giovanni Rossignoli          |
| 4e étape  | 21 mai | Oneille - Mondovi | 190 | Carlo Galetti       | Giovanni Rossignoli          |
| 5e étape  | 23 mai | Mondovi - Turin   | 302 | Lucien Petit-Breton | Giovanni Rossignoli          |
| 6e étape  | 25 mai | Turin - Milan     | 327 | Giuseppe Santhià    | Carlo Galetti                |
| 7e étape  | 27 mai | Milan - Bologne   | 394 | Dario Beni          | Carlo Galetti                |
| 8e étape  | 29 mai | Bologne - Ancône  | 283 | Lauro Bordin        | Carlo Galetti                |
| 9e étape  | 31 mai | Ancône - Sulmona  | 218 | Ezio Corlaita       | Lucien Petit-Breton          |
| 10e étape | 2 juin | Sulmona - Bari    | 363 | Carlo Galetti       | Carlo Galetti                |
| 11e étape | 4 juin | Bari - Pompei     | 345 | Alfredo Sivocci     | Carlo Galetti                |
| 12e étape | 6 juin | Naples - Rome     | 266 | Ezio Corlaita       | Carlo Galetti                |

## Classement par équipes

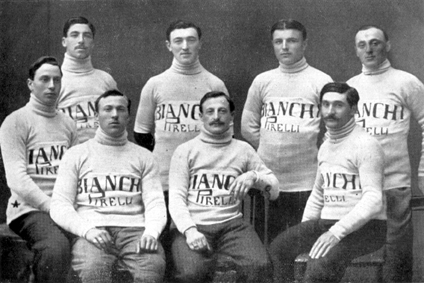
L'équipe Bianchi, vainqueur du classement par équipes du Tour d'Italie 1911.

| \| 1. \| Bianchi \| \| BIA \| - \| |         |  |     |   |
| 1.                                 | Bianchi |  | BIA | - |